# Октябрь 2024 года

Список событий октября 2024 года.

## События
- 1 октября
  - Новым премьер-министром Японии стал Сигэру Исиба[1].
  - Марк Рютте стал новым генеральным секретарём НАТО[2].
  - Найденная среди хлама в подвале картина предположительно оказалась подлинником Пикассо[3], картину повезли в Париж для проверки аутентичности[4].
  - В 14 портах восточного побережья США началась забастовка[англ.] портовых рабочих, в ней приняли участие около 50 тысяч человек[5]. Забастовка была приостановлена 3 октября[6].
  - Джимми Картер стал первым президентом в истории США, достигшим возраста 100 лет[7][8][9].
  - Бои за Угледар: российские военные вошли в Угледар[10][11].
  - В Таиланде произошла авария школьного автобуса[англ.], погибло как минимум 20 детей и трое взрослых[12].
  - В Яффе (Тель-Авив) произошёл теракт[англ.]. В результате стрельбы на улицы погибли 9 человек, включая двух нападавших, 17 пострадали[13].
  - Иран нанёс массированный ракетный удар по Израилю[14]; согласно иранскому заявлению, эта атака стала ответом на ликвидацию главы «Хезболлы» Хасана Насраллы и лидера ХАМАС Исмаила Хании[15].
  - У звезды Барнарда (одна из ближайших к Солнцу звёзд) обнаружена землеподобная экзопланета[16].
  - Опровергнута гипотеза о двухъярусной кровати[17].
- 2 октября
  - Состоялись дебаты кандидатов в вице-президенты США Джей Ди Вэнса и Тима Уолза[18].
  - МИД Израиля объявило генерального секретаря ООН Антониу Гутерриша персоной нон-грата[19].
  - Учёные завершили создание первой полной карты мозга взрослой плодовой мушки[20][21].
  - Кольцеобразное солнечное затмение 2 октября 2024 года в Южной Америке и окрестностях Тихого океана [22].
- 3 октября
  - Великобритания согласилась передать Маврикию суверенитет[англ.] на заморскую территорию в Индийском океане[23][24].
- 4 октября
  - В результате наводнения[англ.] в Боснии и Герцеговине погиб как минимум 21 человек[25].
  - В Ливане в результате израильского авиаудара[англ.] предположительно убит Хашим Сафи ад-Дин, преемник лидера «Хезболлы» Хасана Насраллы[26].
  - Спорт
    - Стартовал новый сезон Национальной хоккейной лиги, первый матч был сыгран в Праге (Чехия) между «Баффало Сейбрз» и «Нью-Джерси Девилз»[27][28].
- 5 октября
  - Дональд Трамп вернулся в Батлер в Пенсильвании на место июльского покушения и провёл там предвыборный митинг[29][30], среди прочих гостей на мероприятии выступил Илон Маск[31][32].
  - Неподалёку от острова Уполу в Тихом океане загорелось и затонуло гидрографическое судно Королевских военно-морских сил Новой Зеландии «Манавануи[англ.]»[33].
  - Ядерная программа Ирана: Сейсмостанции зафиксировали подземные толчки магнитудой 4,5 в иранской провинции Семнан. При этом амплитуда колебаний была характерной скорее не для землетрясений, а для подземных ядерных испытаний. Официально иранская сторона о проведении испытаний ничего не заявляет[34][35].
- 6 октября
  - В Казахстане состоялся референдум о строительстве атомной электростанции в Улькене, решение о строительстве АЭС было одобрено[36].
- 7 октября
  - Нобелевская премия по физиологии или медицине присуждена Виктору Эмбросу и Гэри Равкану за открытие микроРНК и её роли в посттранскрипционной регуляции генов[37].
  - Состоялся запуск межпланетной станции ЕКА «Гера» для исследования системы околоземных астероидов Дидим—Диморф после столкновения аппарата DART с малым астероидом этой системы; запуск миссии осуществлён с мыса Канаверал при помощью ракеты-носителя SpaceX Falcon 9[38].
- 8 октября
  - Нобелевская премия по физике присуждена Джону Хопфилду и Джеффри Хинтону за фундаментальные открытия в области машинного обучения с помощью искусственных нейронных сетей[39].
  - Интернет-цензура: в России заблокировали мессенджер Discord[40], позже его также заблокировали в Турции[41]
  - В Непале погибли пять российских альпинистов[42].
- 9 октября
  - Нобелевская премия по химии присуждена Дэвиду Бейкеру, Демису Хассабису и Джону Джамперу за компьютерный дизайн белков и предсказание их структуры[43].
  - В США более 5 миллионов человек эвакуированы из штата Флорида в связи с надвигающимся ураганом высшей категории «Милтон»[44].
  - Ядерная программа Ирана: Депутаты Ирана направили письмо в Высший совет национальной безопасности исламской республики с просьбой официально разрешить разработку ядерных вооружений[45]
  - Архив Интернета подвергся[англ.] DDoS-атаке[46][47].
  - Евросоюз приостановил процесс вступления Грузии[48], позже Евросовет подтвердил приостановку[49].
- 10 октября
  - Нобелевская премия по литературе присуждена южнокорейской писательнице Хан Ган за насыщенную поэтическую прозу, которая противостоит историческим травмам и раскрывает хрупкость человеческой жизни[50].
  - Учёные подтвердили, что кости, покоящиеся[англ.] в Севильском соборе в Испании, действительно принадлежат Христофору Колумбу[51].
  - Бои в Курской области: Российская армия развернула наступление в Кореневском, Суджанском и Глушковском районах Курской области, часть которых была в августе захвачена украинскими войсками[52].
- 11 октября
  - Нобелевская премия мира присуждена японской организации «Нихон Хиданкё» за усилия по достижению мира, свободного от ядерного оружия, и за демонстрацию свидетельств того, что ядерное оружие никогда не должно быть использовано снова[53].
- 12 октября
  - Комета C/2023 A3 (Цзыцзиньшань — ATLAS) максимально сблизилась с Землёй[54][55].
- 13 октября
  - Состоялся пятый испытательный полёт многоразовой сверхтяжёлой ракеты-носителя Starship компании SpaceX и первая в истории успешная ловля первой ступени Super Heavy установкой «Mechazilla»[56][57].
  - В Калифорнии предотвращена третья попытка покушения на Дональда Трампа, вооружённый мужчина с поддельным пропуском пытался пробраться на митинг Трампа в Коачелле, но был задержан полицией[58][59].
  - Спорт
    - Первая ракетка мира Янник Синнер выиграл теннисный турнир серии ATP Masters 1000 в Шанхае, победив в финале Новака Джоковича со счётом 7-6(7-4) 6-3. Для Синнера это 4-я в карьере победа на турнире серии Masters 1000. Для Джоковича это был 59-й в карьере финал турнира серии ATP Masters 1000 (40 побед — 19 поражений)[60].
    - Арина Соболенко выиграла теннисный турнир серии WTA 1000 в Ухане, победив в финале китаянку Чжэн Циньвэнь со счётом 6-3 5-7 6-3[61].
- 14 октября
  - Нобелевская премия по экономике присуждена Дарону Аджемоглу, Саймону Джонсону и Джеймсу Робинсону за исследования того, как формируются институты и их влияния на благосостояние[62].
  - Состоялся запуск миссии НАСА Europa Clipper по изучению возможных условий для жизни на спутнике Юпитера — Европе[63].
  - Президентская кампания Камалы Харрис: Вице-президент США Камала Харрис уличена в плагиате в своей книге 2009 года Smart on Crime[англ.], обширные фрагменты этой книги были скопированы из Википедии и ряда других источников[64][65].
  - В Охотском море обнаружили лодку, которая пропала два месяца назад — на её борту находился один живой мужчина и тела двух погибших[66][67].
- 15 октября
  - Дело Маши Москалёвой: на свободу вышел Алексей Москалёв, отбывавший срок в колонии по делу о дискредитации армии после того, как его дочь нарисовала в школе антивоенный рисунок[68].
  - Межкорейские отношения: Северная Корея уничтожила участки двух дорог, соединявших страну с Южной Кореей[69]. Также КНДР официально признал южного соседа «враждебным государством», занеся соответствующую запись в конституцию страны[70].
  - В результате взрыва бензовоза в Нигерии погибло более 150 человек, ещё около 100 получили ранения[71].
- 16 октября
  - Лидер ХАМАС Яхья Синвар убит в ходе боестолкновения с израильскими военными в Рафахе на юге сектора Газа[72].
  - В Гизе открыт для посетителей Большой Египетский музей, который строили больше 20 лет[73].
  - Президент Украины Владимир Зеленский официально представил свой «план победы»[74], а также раскрыл детали беседы с Трампом[75].
  - Спорт
    - Нападающий «Питтсбург Пингвинз» Евгений Малкин в матче против «Баффало Сейбрз» стал 48-м хоккеистом в истории НХЛ, забросившим за карьеру 500 шайб в регулярных сезонах. Малкину для этого потребовалось провести 1150 матчей[76].
- 17 октября
  - Президентские выборы в США:
    - Трамп посетил ужин Эла Смита[англ.] для сбора средств для католических благотворительных организаций, Камала Харрис не пришла на мероприятие, став первым кандидатом в президенты, пропустившим ужин Эла Смита, за последние 40 лет[77][78][79].
    - На фоне стремительного падения рейтинга[80], Камала Харрис дала интервью телеканалу Fox News[81][82].
    - За три недели до выборов коэффициенты ставок на Polymarket составляют ~60 % на победу Трампа и ~40 % на победу Харрис[83].
- 18 октября
  - Президент Южной Кореи Юн Сок Ёль провёл экстренное заседание Совета национальной безопасности в связи с сообщениями Национальной разведывательной службы об отправке солдат из Северной Кореи для поддержки России в войне против Украины[84][85][86].
  - Певицу Монеточку объявили в розыск[87][88].
  - Большая часть Кубы осталась без электричества[англ.] после выхода из строя главной электростанции страны. Подача электричества была частично восстановлена на следующий день, но затем снова прекратилась[89].
- 19 октября
  - «Хезболла» нанесла удар[англ.] беспилотниками по летней резиденции израильского премьера Нетаньяху, премьер-министра во время атаки там не было, он не пострадал[90][91].
- 20 октября
  - В Молдове проходят выборы президента и референдум по членству страны в Европейском союзе. Если ни один из кандидатов в президенты не наберёт более 50 % голосов, то второй тур выборов состоится 3 ноября[92].
    - Согласно результатам голосования в Молдове, во второй тур вышли действующий президент Майя Санду и Александр Стояногло, а предложение закрепить курс на вступление в Европейский Союз в конституции страны получило поддержку с минимальным перевесом голосов[93][94].

  - Президентская кампания Дональда Трампа: Трамп поработал в одном из ресторанов сети быстрого питания «Макдоналдс» в Пенсильвании, пожарил картошку фри и раздал несколько заказов посетителям, а также напомнил, что аспект биографии Камалы Харрис, якобы работавшей в «Макдоналдсе», не нашёл подтверждений при проверке[95].
  - Президентская кампания Камалы Харрис: Камале Харрис исполнилось 60 лет, в последние дни она неоднократно указывала на свой возраст, подчёркивая отличия относительно молодой себя от 78-летнего Трампа, который всего на 3 года младше 81-летнего Байдена, испытывающего возрастные проблемы со здоровьем[96].
  - Прабово Субианто вступил в должность президента Индонезии[97].
  - Спорт
    - Команда «Нью-Йорк Либерти» стала победителем Женской НБА, обыграв в финале команду «Миннесота Линкс» со счётом 3-2. Пятый матч в серии «Либерти» выиграли в овертайме со счётом 67:62[98].
- 21 октября
  - В рамках проекта GIMPS обнаружено новое простое число Мерсенна — 2136279841−1, являющееся самым большим известным простым числом[99].
  - Бывший президент Перу Алехандро Толедо приговорён к 20-ти с половиной годам тюремного заключения по делу о коррупции и отмывании денег[100].
  - Индия и Китай договорились о порядке патрулирования спорной приграничной зоны в Гималаях[101].
- 22 октября
  - На 26 языках опубликованы мемуары Алексея Навального под названием «Патриот»[102].
  - В Казани начался XVI саммит БРИКС. Президент Бразилии Лула да Силва не смог присутствовать на мероприятии лично, так как перенёс кровоизлияние в мозг после падения в ванне[103].
  - ФБР начало расследование обстоятельств утечки секретных документов[англ.] разведданных США о деталях плана Израиля по нанесению удара по Ирану[104].
  - Спорт
    - Начался сезон НБА 2024/25[105].
    - 39-летний Леброн Джеймс и его 20-летний сын Бронни вместе сыграли за «Лос-Анджелес Лейкерс» и стали первой в истории парой отец-сын, принимавшей участие в матче НБА[106].
- 23 октября
  - Объявлена дата проведения выборов президента Беларуси — 26 января 2025 года, Александр Лукашенко будет баллотироваться на седьмой срок[107].
  - В Анкаре (Турция) у здания аэрокосмической компании TUSAŞ произошёл теракт, в результате которого погибли семь человек (включая двух нападавших), ещё 22 были ранены[108]. Рабочая партия Курдистана взяла на себя ответственность за нападение[109].
  - Талси Габбард вступила в Республиканскую партию[110][111].
  - Штаб Трампа подал в Федеральную избирательную комиссию США официальную жалобу, в которой обвинил Лейбористскую партию Великобритании во вмешательстве в выборы в США, поскольку её активисты помогают вести кампанию Камале Харрис[112]. По имеющимся у Би-би-си сведениям и согласно информации, опубликованной другими СМИ, «лейбористы отправились в США как частные лица и работают бесплатно — а это законом не запрещено»[113].
- 24 октября
  - В Коркино Челябинской области произошли беспорядки после убийства таксистки, в котором обвинили двух цыган[114].
  - Число досрочно проголосовавших на президентских выборах в США превысило 25 миллионов человек[115][116].
  - Демонизация Дональда Трампа в риторике Камалы Харрис достигла предела Годвина[117][118].
  - Премия «За свободу мысли» имени Сахарова присуждена венесуэльским оппозиционерам Марии Корине Мачадо и Эдмундо Гонсалесу[119].
  - Государственная дума ратифицировала договор о всеобъемлющем стратегическом партнёрстве между РФ и КНДР, заключённый во время визита Путина в КНДР[120][121].
  - Завершён XVI саммит БРИКС, 13 государств (Алжир, Беларусь, Боливия, Куба, Индонезия, Казахстан, Малайзия, Нигерия, Таиланд, Турция, Уганда, Узбекистан и Вьетнам) стали странами-партнёрами БРИКС[122][123].
  - Спорт
    - Сергей Бобровский стал 14-м вратарём в истории НХЛ, одержавшим за карьеру 400 побед. Он достиг этой отметки быстрее всех — за 707 матчей[124].
- 26 октября
  - Израиль нанёс массированный удар по Ирану[125][126].
  - В Грузии прошли парламентские выборы, впервые проходившие полностью по пропорциональной системе, вместо смешанной как ранее[127].
    - По официальным данным, победу одержала правящая партия «Грузинская мечта», набрав 53,92 % голосов[128].

  - Дональд Трамп дал 3-х часовое интервью в программе Джо Рогана The Joe Rogan Experience[англ.], которая является самым рейтинговым подкастом на Spotify[129].
  - В Кировской области упал вертолёт санавиации, погибли четверо[130].
  - В Липецкой области из исправительной колонии сбежали шесть заключённых, совершив подкоп, длина которого составляла около 65 метров[131]. Пятерых из шести сбежавших поймали[132]. Шестой заключённых был найден 6 ноября[133].
  - Спорт
    - Испанский автогонщик Фернандо Алонсо стал первым в истории пилотом, принимавшим участие в 400 Гран-при «Формулы-1» за карьеру[134].
    - В австрийском Зёльдене начался Кубок мира по горнолыжному спорту 2024/2025[135].
- 27 октября
  - В Японии прошли парламентские выборы:
    - Правящая коалиция ЛДП-Комэйто впервые со времён выборов 2009 года потеряла большинство, а лидер партии Комэйто Кэйити Исии[англ.], занявший этот пост всего месяц назад, потерял своё место в префектуре Сайтама, став первым главой коалиционного партнёра, потерпевшим поражение с 2009 года. И, хотя ЛДП оставалась крупнейшей партией, коалиция не смогла набрать 233 мест, необходимых для большинства, получив всего 215 мест[136].

  - В Узбекистане прошли выборы в нижнюю палату парламента[англ.] и местные кенгаши (советы)[137].
  - В Болгарии прошли внеочередные парламентские выборы[англ.][138].
  - В Уругвае прошли президентские выборы[англ.][139].
  - В Литве прошли парламентские выборы[англ.][140].
  - Жертвами тропического шторма «Трами» на Филиппинах стали более 120 человек[141].
  - В Индии серия ложных угроз взрывов[англ.] парализовала работу авиакомпаний[142][143].
  - Спорт
    - 8-кратный обладатель Кубка мира по горнолыжному спорту Марсель Хиршер вернулся на трассы Кубка мира спустя 5 лет после завершения карьеры. В гигантском слаломе в Зёльдене Хиршер, выступающий под флагом Нидерландов, занял 23-е место[144].
- 28 октября
  - Концерн Volkswagen объявил о планах закрыть 3 завода в Германии и уволить десятки тысяч рабочих[145].
  - Трамп провёл предвыборный митинг на Мэдисон-сквер-гарден в Нью-Йорке[146][147].
  - Число досрочно проголосовавших на президентских выборах в США превысило 40 миллионов человек[148].
  - Награда «Золотой мяч», вручаемая журналом France Football, присуждена испанцу Родри (среди мужчин) и испанке Айтане Бонмати (среди женщин)[149].
- 29 октября
  - Стив Бэннон освобождён из тюрьмы, проведя в заключении 4 месяца за неуважение к Конгрессу[150].
  - Спорт
    - 37-летний нападающий минского «Динамо» Вадим Шипачёв стал самым результативным хоккеистом в истории КХЛ, набрав 929-е очко (291+638) в 1006 матчах регулярных чемпионатов и плей-офф. На счету Сергея Мозякина было 928 очков в 842 матчах[151].
- 30 октября
  - КНДР провела испытание межконтинентальной баллистической ракеты над Японским морем[152]. Испытание прошло успешно, был установлен рекорд по длительности полёта для северокорейских МБР (полёт продлился 87 минут)[153].
  - В испанской провинции Валенсия в результате наводнения погибли по крайней мере 220 человек[154][155]. Местами в регионе за 8 часов выпала годовая норма осадков[156].
  - В Ботсване прошли всеобщие выборы. После 58 лет у власти Демократическая партия Ботсваны потерпела сокрушительное поражение. Победу одержал альянс Umbrella for Democratic Change[англ.], его лидер, Дума Боко[англ.]*, станет новым президентом страны[157].
  - Президентские выборы в США:
    - Трамп проехался на мусоровозе после того, как Байден назвал людей, поддерживающих Дональда, мусором[158][159].
    - Участник лунной миссии «Аполлон-11» Баз Олдрин поддержал кандидатуру Дональда Трампа[160].
    - Камала Харрис выступила на митинге у Белого Дома с заключительной предвыборной речью[161].
    - Число досрочно проголосовавших на президентских выборах в США превысило 55 миллионов человек[162].
- 31 октября
  - Археологи объявили об обнаружении в мексиканском штате Кампече руин второго по величине на полуострове Юкатан древнего города майя — Валерианы[163].
  - Власти Германии объявили о предстоящем закрытии всех генеральных консульств Ирана на своей территории после того как 28 октября 2024 года в Иране был казнён Джамшид Шармахд, имевший немецкое гражданство[164].
  - Бывшие адвокаты Алексея Навального Ольга Михайлова, Вадим Кобзев и Алексей Липцер удостоены международной премии «Верховенство права»[165].